# جاده‌های سرد
جاده‌های سرد فیلمی به کارگردانی مسعود جعفری جوزانی و نویسندگی سیامک تقی‌پور محصول سال ۱۳۶۴ است. این فیلم در ۸ مرداد ۱۳۶۵ در سینماهای ایران اکران شد.

## خلاصه فیلم
در فصل زمستان جوانی به نام اسماعیل ناچار می‌شود برای تهیهٔ داروی پدر بیمارش به شهر برود. معلم روستا (علی نصیریان) و جوانی به نام رحمان (حمید جبلی) نیز با او همراه می‌شوند. در بین راه، معلم که یکی از پاهایش را سال‌ها قبل در درگیری با گرگ‌ها از دست داده‌است از اسماعیل و رحمان جدا می‌شود و در بازگشت به روستا مورد هجوم گرگ‌ها قرار می‌گیرد و به گودالی پناه می‌برد.

## بازیگران
| بازیگر           | نقش           |
| ---------------- | ------------- |
| علی نصیریان      | آقای موسوی    |
| حمید جبلی        | رحمان         |
| مجید نصیری       | اسماعیل       |
| اسماعیل محمدی    | درویش گرگ علی |
| فرزانه نشاط خواه | خانم موسوی    |
| مهوش برگی        | مادر اسماعیل  |
| معصومه تقی پور   | مادر رحمان    |

## جشنواره‌ها
- برنده جایزه ویژه هیئت داوران بهترین فیلم از چهارمین دوره جشنواره فیلم فجر - ۱۳۶۴
- برنده لوح زرین و دیپلم افتخار بهترین فیلمبرداری (تورج منصوری) از چهارمین دوره جشنواره فیلم فجر - ۱۳۶۴
- برنده لوح تقدیر بهترین کارگردانی (مسعود جعفری جوزانی) از اولین دوره جشنواره ادبی ـ هنری روستا - ۱۳۶۵
- برنده لوح زرین و دیپلم افتخار بهترین نمونه فیلم (آنونس) (ابراهیم حقیقی) از ششمین دوره جشنواره فیلم فجر - ۱۳۶۶
- برنده سیمرغ بلورین بهترین عنوان بندی (تیتراژ) (مسعود دشتبان) از هفتمین دوره جشنواره فیلم فجر - ۱۳۶۷